# Fabrice Nzinzi
 (juin 2025).
Motif : notoriété encyclopédique à démontrer.
- Archive Wikiwix
- Bing
- Cairn
- DuckDuckGo
- E. Universalis
- Gallica
- Google
- G. Books
- G. News
- G. Scholar
- Persée
- Qwant
- (zh) Baidu
- (ru) Yandex
- (wd) trouver des œuvres sur Wikidata

| 1. | Préciser le motif de la pose du bandeau. | Précisez le motif de la pose du bandeau en utilisant la syntaxe suivante : {{admissibilité à vérifier\|date=août 2025\|motif=remplacez ce texte par le motif}}                      |
| 2. | Informer les utilisateurs concernés.     | Pensez à avertir le créateur de l'article, par exemple, en insérant le code ci-dessous sur sa page de discussion : {{subst:avertissement admissibilité à vérifier\|Fabrice Nzinzi}} |

Fabrice Nzinzi, aussi connu sous le pseudonyme Ntamak, est un directeur artistique, animateur et réalisateur français, principalement actif dans le domaine de l’animation. Il est notamment connu pour ses contributions aux productions d’Ankama Animations, ainsi que pour son rôle de réalisateur de la saison 3 de la série Wakfu et de coréalisateur de la série Abraca avec Christophe Bulteel. En 2023, il rejoint Special Touch Studios en tant que directeur artistique. Depuis 2025, il coréalise également le long métrage Melvile avec l’auteur de BD Romain Renard.

## Biographie

### Formation
Fabrice Nzinzi est diplômé de l’ESAAT de Roubaix, où il obtient un BTS en communication visuelle avec mention puis un DMA en dessin d’animation traditionnelle également avec mention.

### Débuts professionnels
Il commence sa carrière dans la communication visuelle au Studio Poulain (Lille) en tant que graphiste print et web, avant de se consacrer à l’animation en tant que freelance. Il collabore avec divers studios comme Les Armateurs, Samka Production sur la série Mission invisible, TeamTO, Mediawan, France 3, IP4U ou La Chouette Compagnie.

### Ankama (2007–2021)
En 2007, il rejoint Ankama Animations où il reste près de quatorze ans, occupant différents postes : chef décorateur (couleur et trait), chef animateur, chef props, character designer, directeur artistique, auteur, scénariste puis réalisateur.
Il participe à plusieurs séries d’animation majeures :
- Mini Wakfu[7]
- Maxi Mini
- Dofus : Aux trésors de Kerubim
- Wakfu – Réalisateur de la saison 3 diffusée en 2017[8]
- Abraca – Coréalisée avec Christophe Bulteel pour France Télévisions[2]
- Dofus, livre 1 : Julith, dont il contribue à la bible graphique décors

Il participe également à la création visuelle de plusieurs jeux vidéo Ankama Games comme : Dofus, Arena (jeu vidéo, 2010), Wakfu (jeu vidéo), Wakfu TCG, Fly'n, Krosmaster, Waven (character design, concept art, background design, animation) et réalise l'affiche du long métrage franco-japonais Mutafukaz.

### Carrière post-Ankama
Après Ankama, il devient directeur artistique principal chez Celsius Online (Paris) où il collabore avec des studios comme Atlas V, Shiro Games, The Sandbox ou Zeptolab.
En 2023, il rejoint Special Touch Studios en tant que directeur artistique,,. Il coréalise le long métrage d’animation Melvile aux côtés de l’auteur Romain Renard, une production Need Productions et Special Touch Studios, soutenue par Eurimages,,,.

### Activités pédagogiques
Depuis 2018, Fabrice intervient régulièrement comme formateur et mentor dans plusieurs écoles d’animation et d’arts numériques, notamment à ECV Lille, Institut Artline, et Rubika.